# Grade universitaire en Suisse
 (février 2022).
Si vous disposez d'ouvrages ou d'articles de référence ou si vous connaissez des sites web de qualité traitant du thème abordé ici, merci de compléter l'article en donnant les références utiles à sa vérifiabilité et en les liant à la section « Notes et références ».
Les grades universitaires en Suisse, divisés en trois cycles, ont été remaniés en 2005, par le processus de Bologne.

## Premier cycle
Avant 2005, la licence était le premier et seul grade universitaire suisse du premier cycle, lequel durait entre quatre et six ans selon la spécialisation. Il n'existait pas en Suisse de titre intermédiaire tel que le baccalauréat.
Après avoir terminé l’application de la Réforme bachelier-master-doctorat du processus de Bologne en 2006, le  bachelor est obtenu après trois ans.

## Deuxième cycle
Avant 2005, la licence, ou le diplôme des Écoles polytechniques fédérales (EPF), était le premier grade universitaire et était jugé équivalent au master des pays anglo-saxons. Ces diplômes ont été remplacés par la maîtrise (master) à la suite du processus de Bologne.
Alors que la Conférence des recteurs des universités suisses (CRUS) décidait en 2003 que la licence ne serait pas équivalente au master, en janvier 2006, la Conférence universitaire suisse (CUS) a fait autorité en décidant que les titulaires d'une licence ou d'un ancien diplôme sont autorisés à porter le titre de master tout en précisant que les deux termes n'auront pas le droit d'être portés simultanément, afin d'éviter que la réforme de Bologne ne soit une source de discrimination à l'égard des diplômés issus des « anciennes » filières d'études de licence et de diplôme.

## Troisième cycle
Le doctorat en Suisse dure entre trois et cinq ans selon la spécialisation. La réussite du cycle Master est un préalable pour suivre les doctorats.